# Peada

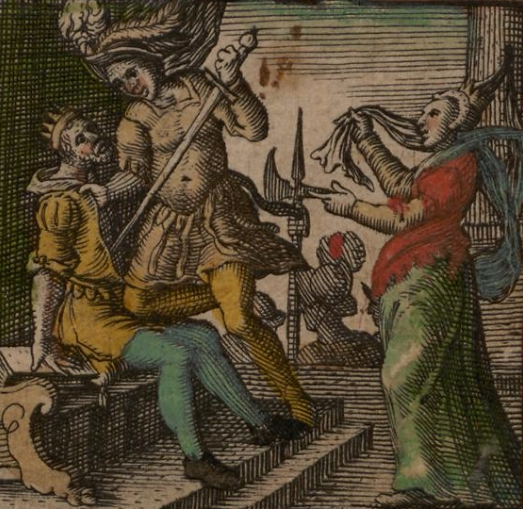
De dood van Peada, John Speed, 1611

Peada (overleden 656) was een zoon van koning Penda van Mercia en zelf gedurende verschillende tijden van zijn leven koning over Middle Anglia en zuidelijk Mercia.
Rond 650 werd Peada door zijn vader aangesteld als koning van Middle Anglia. In 653 trouwde hij met Ealhflaed, een dochter van koning Oswiu van Bernicia. Als voorwaarde voor het huwelijk moest hij zich tot het christendom bekeren. Hij werd gedoopt door Fínán, bisschop van Lindisfarne. Vier missionarissen kwamen met Ealhflaed mee, waarvan Diuma werd aangesteld als bisschop van Middle Anglia en Mercia. Penda bekeerde zich niet, maar liet de missionarissen wel vrijelijk missiewerk verrichten.
Nadat Oswiu Penda had verslagen in de slag bij Winwaed stelde hij Peada aan als koning over zuidelijk Mercia. Met Pasen van het volgende jaar werd Peada echter vermoord, naar beweerd wordt dankzij verraderlijke acties van zijn echtgenote Ealhflaed.